# Super Panavision 70
Super Panavision war ein 1959 eingeführtes Filmaufnahmeverfahren für 70-mm-Breitwandfilme.

## Hintergrund
Super Panavision 70 war weitgehend identisch mit Todd-AO. Mit einer sphärischen Linse wurde das Bild auf einem 65-mm-Filmnegativ aufgenommen. Die Bildfrequenz betrug 24 Bilder pro Sekunde. Die zur Vorführung fertig geschnittene, auf 65-mm-Film aufgenommene Filmversion wurde anschließend für die 70-mm-Filmprojektoren der Filmtheater auf 70-mm-Film kopiert. Auf den verbliebenen 5 mm wurden sechs Magnettonstreifen geklebt. Jeder Magnettonstreifen war Träger eines Tonkanals aus dem 6-Kanal-Todd-AO-Filmtonaufnahmesystem. Da die Anzahl der Kinos und Filmtheater mit 70-mm-Projektoren überschaubar war, wurde für die Masse der Kinos, die lediglich mit den üblichen 35-mm-Projektoren ausgestattet war, die 65-mm-Version auf entsprechenden 35-mm-Film kopiert. Das ist in etwa so, als wenn man einen Kinofilm auf 8K Ultra HD aufnimmt und ihn schließlich als 2K-Version vorführt. Das Seitenverhältnis betrug 2,21:1 beim 70-mm-Film und 2,35:1 beim 35-mm-Film. Neben der eindrücklichen Bildbreite bei 70-mm-Roadshow-Vorführungen wartete die Reduzierung auf den 35-mm-Film mit einer hohen Bildqualität auf.
Super Panavision wurde von Panavision als direkte Konkurrenz zu Todd-AO eingeführt. Panavision hatte schon einige Erfahrung in der Herstellung von Kameralinsen. Mit einer eigenen anamorphotischen Linse wurde praktisch das 35-mm-Cinemascope-Aufnahmeverfahren von 20th Century Fox abgelöst und für MGM wurde mit der Camera 65 ein eigener anamorphotischer 70-mm-Film entwickelt. Da 20th Century Fox das Todd-AO-Format ausschließlich für sich beanspruchte, wollte Panavision von Anfang an sein eigenes sphärisches Verfahren an andere Filmstudios vermieten. United Artists, Columbia, Warner Bros. und MGM setzten Super Panavision mehrfach ein. Einige Produktionen in Super Panavision wurden auch in 70 mm Cinerama präsentiert wie Grand Prix, Eisstation Zebra, 2001: Odyssee im Weltraum, Krakatoa – Das größte Abenteuer des letzten Jahrhunderts und Song of Norway. Hier wurde das Bildformat 1:2,2 auf 1:2,6 gekascht, um es Cinerama-like zeigen zu können.
Seit 1963 wurden Filme, die anamorphotisch auf 35-mm-Panavision oder 35-mm-Cinemascope aufgenommen wurden, vermehrt auf das 70-mm-Filmformat vergrößert. Zwar lieferte die 35-mm-Filmkopie von Super Panavision immer noch eine weitaus bessere Bildqualität als ein Blow Up, aber der 65-mm-Negativfilm verteuerte die Produktion gegenüber einem normalen 35-mm-Filmnegativ massiv. Super Panavision mit seinen schwerfälligen Kameras blieb auf Großproduktionen beschränkt. Die letzten vollständig in Super Panavision gedrehten Filme waren The Master von Paul Thomas Anderson 2012 und Mord im Orient Express von Kenneth Branagh im Jahr 2017.

## Filme in Super Panavision
- 1959: Der Fischer von Galiläa (The Big Fisherman)
- 1960: Exodus (Exodus)
- 1961: West Side Story (West Side Story)
- 1962: Lawrence von Arabien (Lawrence of Arabia)
- 1964: Cheyenne (Cheyenne Autumn)
- 1964: My Fair Lady (My Fair Lady)
- 1965: Lord Jim
- 1966: Grand Prix (Grand Pix)
- 1968: 2001: Odyssee im Weltraum (2001: A Space Odyssey)
- 1968: Eisstation Zebra (Ice Station Zebra)
- 1968: Tschitti Tschitti Bäng Bäng (Chitty Chitty Bang Bang)
- 1969: Krakatoa – Das größte Abenteuer des letzten Jahrhunderts (Krakatoa - East of Java)
- 1969: Mackenna’s Gold (teilweise[3])
- 1970: Song of Norway
- 1970: Ryans Tochter (Ryan’s Daughter)
- 1982: Tron
- 1992: In einem fernen Land
- 1996: Hamlet
- 2012: The Master
- 2017: Mord im Orient Express